# Medaille van Sint-Joris

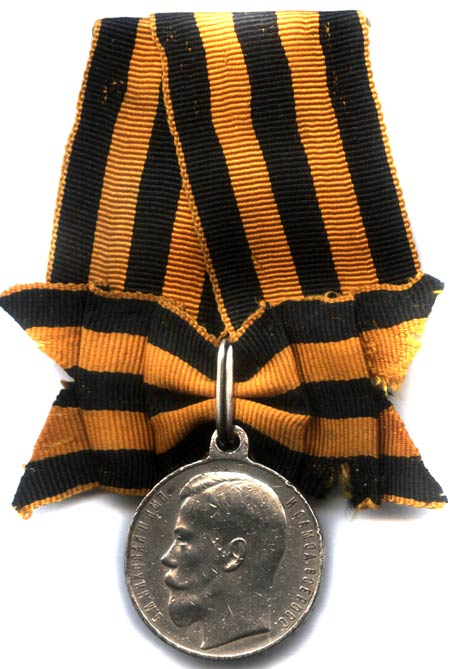
Medaille IIIe Klasse in zilver

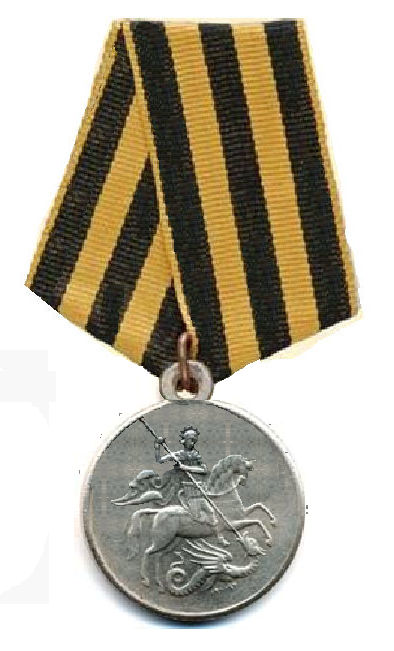
Medaille IVe Klasse in zilver uit 1917/18

De Medaille van Sint-Joris was een Russische onderscheiding voor dapperheid. De medaille werd aan soldaten verleend. De onderscheiding werd op 10 augustus 1913 door tsaar Nicolaas II van Rusland ingesteld ter vervanging van de in 1878 ingestelde Medaille voor Dapperheid. Het is een onderscheiding die thuishoort in de trits Orde van Sint-Joris en de Sabel van de Orde van Sint-Joris voor officieren, het Sint-Joriskruis voor onderofficieren en de Medaille van Sint-Joris voor soldaten.
Anders dan het ridderkruis kon de medaille ook aan burgers zoals militaire artsen en verplegers die onder vuur en met grote zelfopoffering de gewonden hadden verzorgd worden toegekend. 
Net als de ridderorde en het kruis werd ook de medaille in vier graden uitgereikt. Net als bij het kruis ging het om de volgende graden:
- Gouden Medaille Ie Graad (met strik op het lint)
- Gouden Medaille IIe Graad
- Zilveren Medaille IIIe Graad (met strik op het lint)
- Zilveren Medaille IVe Graad.

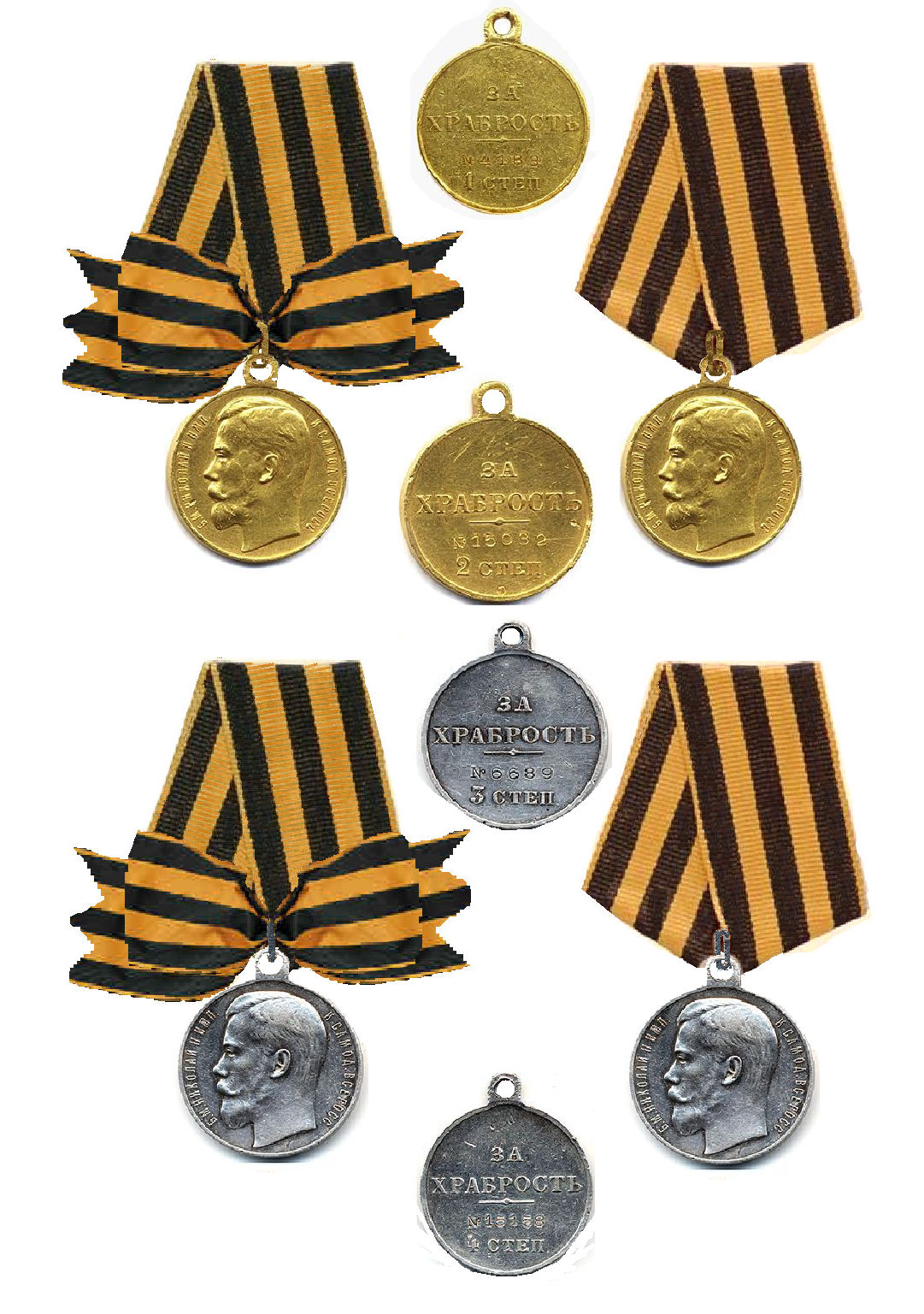
De vier Medailles van Sint-Joris

De medailles waren jarenlang van zuiver goud en puur zilver. Pas in 1915 werd het gehalte van de gouden kruisen teruggebracht tot een legering van 60% goud, 39,5% zilver en 0,5% koper. Dit bij wijze van surrogaat gekozen oorlogsmetaal moest worden gebruikt omdat de oorlog Rusland had uitgeput en het aantal onderscheidingen aan het door miljoenen mannen bezette front te groot werd. De ridderkruisen zijn altijd in edelmetaal uitgevoerd. Een drager van het Sint-Jorismedaille droeg na het toekennen van een hogere medaille ook zijn eerdere medaille. Zo kon men onderofficieren en soldaten met vier Sint-Jorismedailles of kruisen zien. 
Aan het bezit van de medaille was een klein pensioen verbonden. Het ging om respectievelijk 12, 18, 24 en 36 roebel. De aanvulling op de soldij werd ook na de pensionering doorbetaald. Een weduwe mocht dit pensioen nog een jaar na de dood van haar echtgenoot ontvangen.
De medailles werden ofwel voor individuele wapenfeiten òf voor verdienste binnen een goed optredende compagnie, eskadron, honderdtal, batterij artillerie of scheepsbemanning toegekend. Voor collectieve verdiensten mochten de officieren twee tot vijf medailles per eenheid uitreiken. Het aantal medailles per schip hing van de grootte van de bemanning af.
De op 26 mei 1915 goedgekeurde medailles van deze legering kregen een speciaal stempel in de vorm van een vrouwenhoofd in een cirkel. 
De Munt in Petrograd sloeg tijdens de Eerste Wereldoorlog 26510 (nummers 1-26.528) gouden medailles der Ie Klasse, 52515 gouden medailles der IIe Klasse (nummers 1-52515), 271 050 zilveren medailles der IIIe Klasse (nummers 1 tot 271,040) en 1.335.150 zilveren medailles der IIIe Klasse (nummers 1-1.333.100). Het verschil tussen het aantal genummerde medailles en het aantal geslagen medailles is te verklaren uit de vraag van het Kapittel van de Orde van Sint-Joris om vervangende medailles zonder nummer. Na de Februari-revolutie en de afstandsverklaring van Tsaar Nicolaas II werd de voorkant van de St. Joris medaille veranderd, in plaats van een portret van Nicolaas II werd Sint-Joris met de draak aan zijn lans afgebeeld. Een aantal eerder geslagen medailles werd teruggebracht naar de Munt om ze weer om te smelten. Volgens de brief van het kapittel van 31 juni 1917, werd de oude nummering niet voortgezet. In de maanden van september tot november 1917 sloeg men 8000 goudkleurige medailles der Ie Klasse (nummers 24,292 tot 32291), 14000 goudkleurige medailles der IIe Klasse (nummers 48.455 tot 62.454), 28000 zilverkleurige medailles der IIIe Klasse (nummers 263791-291790) en 64000 zilverkleurige medailles der IVe Klasse(nummers 1.289.051 tot 1.311.050 en 1.312.051 tot 1.354.050). De chaos in Rusland, de slechte verbindingen en de opstanden in het leger zorgden ervoor dat van het uitreiken van al deze medailles niet veel terechtkwam. Toen de Bolsjewieken de macht overnamen lagen in de magazijnen van het kapittel kisten vol met medailles. 
Na de Februari-revolutie droegen veel soldaten de ouderwetse St. Joris Medaille met een portret van Nicolaas II omgekeerd op de borst. Anderen offerden hun gouden en zilveren medailles "voor de revolutie." 
Na de Oktoberrevolutie van 1917 en de val van de democratische regering werd het Kapittel van de Orde van Sint-Joris bij besluit van de Raad van Volkscommissarissen van 21 februari 1918 afgeschaft.
De onderscheiding werd na de Russische Revolutie afgeschaft maar door de Russische Federatie in 1992 weer hersteld.

## De medaille
De gouden of zilveren medaille is rond en heeft een doorsnede van 38 millimeter. De medaille werd tot 1915 van puur goud of zilver geslagen. Op de voorzijde is de kop van Nicolaas II van Rusland afgebeeld met het rondschrift "Б. М. НИКОЛАЙ II ИМП. И САМОД. ВСЕРОСС".  Op de keerzijde staan de opdracht "ЗА ХРАБРОСТЬ" (voor dapperheid), de klasse en het serienummer vermeld. Men droeg de medaille aan het vijfhoekig opgemaakte geel-zwarte lint van de Orde van Sint-Joris. In batons was niet voorzien. In 1917 werd het portret van de tsaar vervangen door een afbeelding van Sint-Joris en de draak.